# Vicki Funk
Pour les articles homonymes, voir Funk (homonymie).
Vicki Ann Funk, née le 26 novembre 1947 à Owensboro aux États-Unis et morte le 22 octobre 2019 dans le comté d'Arlington, est une botaniste, chercheuse et conservatrice américaine. Elle a travaillé au Musée national d'histoire naturelle de la Smithsonian Institution. Elle est connue pour ses travaux sur la famille des Composées (Asteraceae), notamment par sa collecte intensive de spécimens dans de nombreuses régions du monde mais également à travers ses travaux de synthèse sur la phylogénie et la biogéographie de cette famille,,.

## Biographie
Vicki Funk naît le 26 novembre 1947 à Owensboro, situé dans le Kentucky. Elle grandit à Owensboro, mais également dans plusieurs bases militaires de l'US Air Force avant son entrée à l'école primaire. Par la suite, Funk étudie la biologie et l'histoire à l'Université d’État de Murray dans le Kentucky et obtient un baccalauréat ès sciences (BS) en 1969. Elle souhaite intégrer dans un premier temps une faculté de médecine mais elle abandonne rapidement l'idée après avoir fait du bénévolat dans un hôpital durant l'été. Après avoir obtenu son diplôme, elle vit et travaille à temps partiel en Allemagne pendant deux ans. Puis elle retourne aux États-Unis pour enseigner au lycée pendant un an. Elle passe ensuite un été à la station biologique de Hancock sur le lac Kentucky. C'est durant ce séjour qu'elle y découvre sa passion pour le travail de terrain et la recherche scientifique.
En 1975, elle obtient une maîtrise en biologie à l'Université d’État de Murray où son mémoire s'intitule « A Floristic and Geological Survey of Selected Seeps of Calloway County », sous la direction de Marian Fuller. Elle passe l'été 1975 à étudier les plantes aquatiques au Stone Lab du lac Érié. À l'automne, elle commence des études de doctorat à l'Université d’État de l'Ohio sous la direction de Ron Stuckey. Plus tard, elle se tourne vers les Composées avec Tod Stuessy. Elle est conservatrice adjointe à l'Université d’État de l'Ohio de 1976 à 1977. En 1980, elle obtient son doctorat avec une thèse intitulée « La systématique du Montanoa Cerv (Asteraceae) » qui est publiée en 1982 dans les « Mémoires du Jardin botanique de New York ». En 1981, elle passe une année en tant que postdoctorante au Jardin Botanique de New York où elle poursuit ses études sur les Composées avec Arthur Cronquist. Elle étudie également le domaine émergent de la phylogénétique au Musée américain d'histoire naturelle de New York.
La même année (1981), Funk est nommée chercheuse et conservatrice à l'Herbier national américain du Musée national d'histoire naturelle de la Smithsonian Institution, à Washington. En 1986, elle publie « A Phylogenetic analysis of the Orchidaceae » avec Pamela Burns-Balogh (es).
En 2004, elle devient directrice de recherche et conservatrice pour la famille des Composées à l'Herbier national américain, qui est hébergé dans le Département de botanique,. Elle a également été professeure adjointe à l'Université George Mason et à l'Université Duke.

## Travaux
Les recherches de Vicki Funk portent sur l'étude de l'évolution et de la biogéographie des Composées à l'aide de l'analyse ADN. Elle co-découvre l'espèce Bidens meyeri en danger critique d'extinction sur l'île Rapa Iti, en Polynésie française. Son travail montre que cette espèce de Bidens peut représenter la fin d'un processus de migration depuis l'Amérique du Nord à travers les îles de la Société et vers les îles Australes.
À partir de 1988, elle dirige le Biological Diversity of the Guiana Shield Program (BDG) (« Programme de diversité biologique du plateau des Guyanes »). Elle lance en 2015 le Global Genome Initiative for Gardens (GGI-Gardens) (« Initiative mondiale génomique pour les Jardins »). Tous deux sont basés au sein de la Smithsonian Institution.
Funk a été membre d'un certain nombre de sociétés savantes au sein desquelles elle a occupé plusieurs postes. Elle a, entre autres, été présidente de la Society of Systematic Biologists (1998-1999), de l'American Society of Plant Taxonomists (2006-2007), de l'International Biogeography Society (2007-2009), de la Botanical Society of Washington (2014) et de l'International Association of Plant Taxonomists (2011-2017).

## Récompenses
En 2001, le gouvernement du Queensland en Australie décerne à Funk une bourse de recherche. En 2009, elle reçoit deux prix : le Secretary's Award for Excellence in Collaboration et le National Museum of Natural History Science Achievement Award. En 2010, elle obtient la médaille Stebbins pour la meilleure publication dans les domaines de la systématique ou de l'évolution des plantes de 2007 à 2009, de la part de l'International Association for Plant Taxonomy. En 2012, elle remporte le Smithsonian's Secretary's Award for Outstanding Publication et devient membre du conseil d'administration du National Evolutionary Synthesis Center pendant deux ans. En 2014, elle remporte le prix Rolf Dahlgren pour ses contributions majeures à la compréhension de la systématique et de l'évolution des angiospermes.
Funk a également été reconnue pour l'ensemble de ses réalisations dans son domaine. En 2018, elle remporte le Asa Grey Lifetime Achievement Award de l'American Society of Plant Taxonomists. En 2019, la Linnean Society of London récompense Funk avec sa Médaille linnéenne pour ses services à vie aux sciences naturelles. En 2019, l'American Society of Plant Taxonomists annonce le lancement du « Fond Vicki Funk » pour la recherche des étudiants diplômés, en son honneur.
En 2005, les scientifiques nomment une nouvelle espèce de fourmi du nom de Vicki Funk. Cette espèce, Pheidole funki, n'est connue que grâce à un seul spécimen collecté en Guyane. Deux genres, à savoir Vickia et Vickifunkia, sont nommés en l'honneur de la contribution de Vicki Funk à la systématique des Composées,. L'espèce Xenophyllum funkianum J. Calvo des Andes équatoriennes porte son nom en 2020 dans une co-publication posthume. Baccharis funkiae, une espèce endémique étroite de Compositae d'Uruguay porte le nom de Vicki Funk. Les botanistes indiens ont nommé une nouvelle espèce de Gesneriaceae Didymocarpus vickifunkiae pour honorer ses contributions.
En novembre 2020, le Journal of Systematics and Evolution consacre un numéro spécial sur la systématique des collections et la biogéographie en hommage à Vicki Funk.

## Publications

### Articles
- (en) Vicki Funk, « 100 Uses for an Herbarium (Well at Least 72) », Division of Botany, The Yale University Herbarium,‎ 2004 (lire en ligne [PDF])
- (en) Vicki Funk, « An opinion: Down with Alphabetically Arranged Herbaria (and alphabetically arranged floras too for that matter). », Plant Science Bulletin, vol. 49, no 4,‎ 2003, p. 131 (lire en ligne [PDF])

### Ouvrages
- (en) E. O. Edward O Wiley, Daniel R Brooks, D Seigel-Causey, Vicki A Funk, The Compleat cladist : a primer of phylogenetic procedures / E.O. Wiley [et al.], Museum of Natural History, University of Kansas,, 1991 (ISBN 978-0-89338-035-9, DOI 10.5962/bhl.title.4069, lire en ligne)